# Fearless (album Family)
Fearless – piąty album studyjny brytyjskiego zespołu rockowego Family wydany w październiku 1971. Album w lutym 1972 został sklasyfikowany na 177. miejscu listy Billboard 200 i 14. miejscu UK Albums Chart.

## Spis utworów
Wszystkie utwory skomponowali Chapman / Whitney z wyjątkiem:
Strona A
| 1. | Between Blue and Me    | 5:02  |
|    |                        |       |
| 2. | Sat'd'y Barfly         | 4:00  |
|    |                        |       |
| 3. | Larf and Sing (Palmer) | 2:45  |
|    |                        |       |
| 4. | Spanish Tide           | 4:02  |
|    |                        |       |
| 5. | Save Some For Thee     | 3:42  |
|    |                        |       |
|    |                        | 19:31 |
|    |                        |       |
Strona B
| 1. | Take Your Partners (Chapman-Whitney-Palmer) | 6:26  |
|    |                                             |       |
| 2. | Children                                    | 2:19  |
|    |                                             |       |
| 3. | Crinkly Grin (Palmer)                       | 1:06  |
|    |                                             |       |
| 4. | Blind                                       | 4:04  |
|    |                                             |       |
| 5. | Burning Bridges (Chapman-Whitney-Palmer)    | 4:46  |
|    |                                             |       |
|    |                                             | 18:41 |
|    |                                             |       |

## Skład
Tuż przed rozpoczęciem nagrań miejsce Johna Weidera w zespole zajął John Wetton.
- Roger Chapman - śpiew, gitara, instrumenty perkusyjne
- Charlie Whitney - gitara, mandolina, instrumenty perkusyjne
- John "Poli" Palmer - keyboard, wibrafon, śpiew, flet
- John Wetton - gitara, gitara basowa, śpiew, keyboard
- Rob Townsend - perkusja, instrumenty perkusyjne